# Lophodermium foliicola
Lophodermium foliicola är en svampart som först beskrevs av Elias Fries, och fick sitt nu gällande namn av P.F. Cannon & Minter 1983. Lophodermium foliicola ingår i släktet Lophodermium och familjen Rhytismataceae.  Arten är reproducerande i Sverige. Inga underarter finns listade i Catalogue of Life.